# Saudi Binladin Group

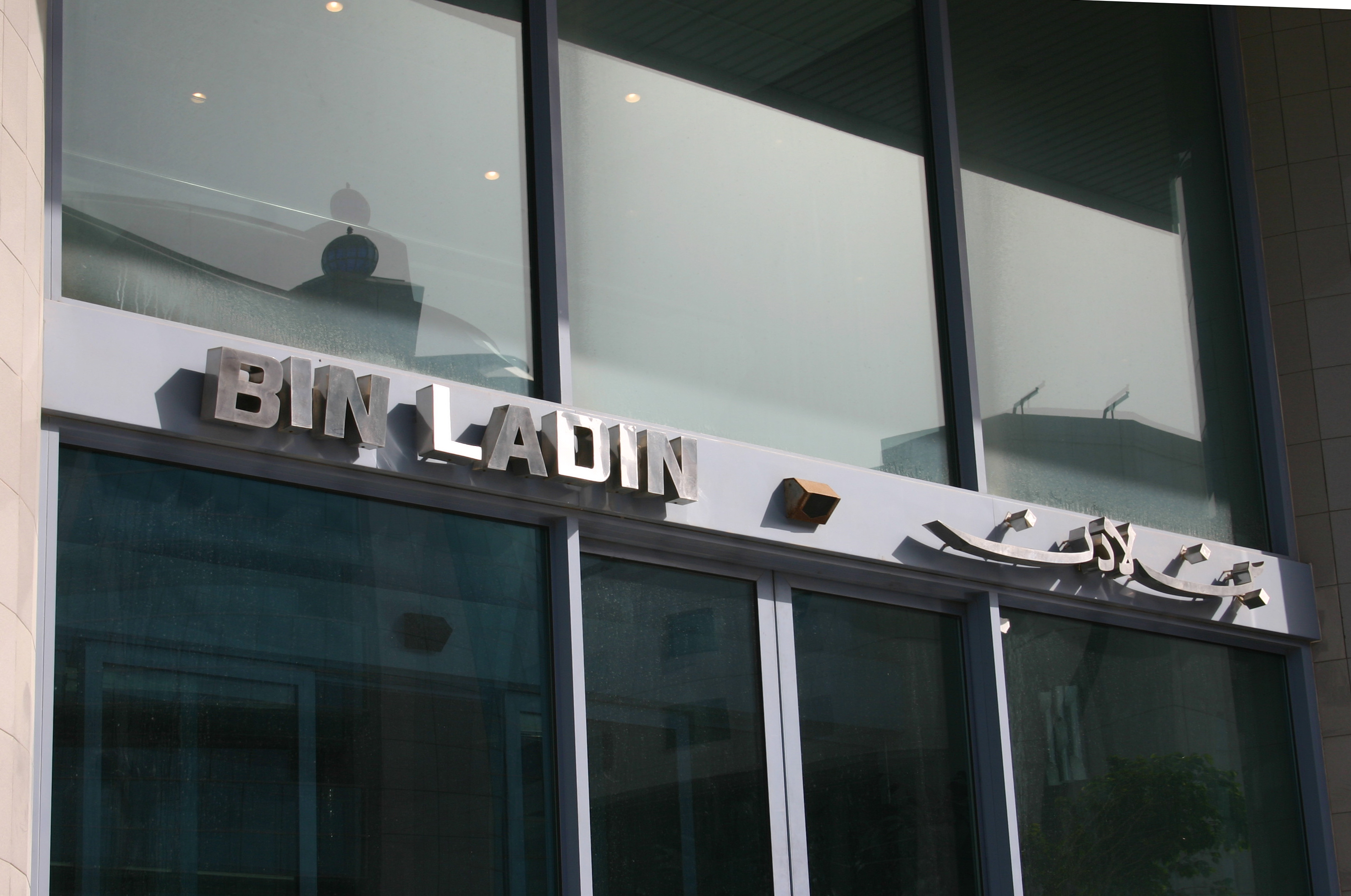
Saudi Binladin Groups kontor i Dubai, Förenade Arabemiraten.

Saudi Binladin (eller Binladen) Group (SBG) (arabiska: مجموعة بن لادن السعودية, Majmūʿat Bin Lādin al-Saʿūdīya) är ett multinationellt företag, privat konglomerat inom byggnadskonstruktionen och holdingbolag med högkvarter i Jidda, Saudiarabien.
SBG bildades 1950 av Sheikh Muhammed bin Ladin, vars relation med landets grundare och första monark 'Abd al-'Aziz al-Saud ledde till betydande offentliga upphandlingar såsom renoveringen av helgedomarna i Mekka och Medina. Muhammed, som hade 22 fruar och 52 barn, är också far till terroristledaren Usama bin Ladin, ansvarig för 11 september-attackerna 2001 mot USA.
Sheikh Muhammed avled 1968. SBG:s nuvarande direktör är Muhammeds son Bakr bin Ladin.